# Megachile sexmaculata
Megachile sexmaculata är en biart som beskrevs av Smith 1868. Megachile sexmaculata ingår i släktet tapetserarbin, och familjen buksamlarbin. Inga underarter finns listade i Catalogue of Life.